# Maurice le chat fabuleux
Pour plus de détails, voir Fiche technique et Distribution.
Maurice le chat fabuleux ou L'incroyable Maurice au Québec (The Amazing Maurice) est un film d'animation germano-britannique réalisé par Toby Genkel et Florian Westermann et sorti en 2022.
C'est l'adaptation du roman Le Fabuleux Maurice et ses rongeurs savants de Terry Pratchett publié en 2001.
L'histoire de cette comédie fantastique suit Maurice, un chat roux et rusé, qui s'est associé à des rats qui parlent en inventant une combine pour gagner de l'argent en dupant des villageois qui souhaitent se débarrasser de leurs rats. Mais les choses ne se passeront pas comme prévu dans la ville suivante, les autres rats semblent avoir tous disparu, ainsi que la nourriture et les habitants connaissent une famine. Quelle créature malfaisante est derrière ce mystère ?
Il est présenté au festival d'animation de Manchester avant sa sortie en salles.

## Synopsis
Le chat Maurice annonce aux habitants d'une ville qu'ils ont des rats partout, démonstration faite par divers rats terrorisant la population, et les convainc de payer pour que Keith, le joueur de flûte, les entraîne à l'extérieur de la ville où ils se jettent dans la rivière. Ces rats se révèlent en fait être parfaitement conscients et instruits, travaillant de concert avec Keith et Maurice pour escroquer les habitants de la ville.
Ils se dirigent ensuite vers la ville de Bad Blintz où toute nourriture semble avoir disparu. Le maire supplie les deux dératiseurs de trouver la raison de cette disparition. Leur chef, le "Big Boss", imposante créature à grand chapeau dont on ne distingue pas le visage, assure le maire que la situation est sous contrôle. Maurice et Keith inspectent les maisons, et l'équipe de rats essayent de s'infiltrer dans les tunnels sous la ville, ils constatent qu'il n'y a pas de rats locaux malgré les traces qu'ils ont laissées. Ils trouvent un piège de type nouveau qui capture les rats vivants et Dark Rator, leur chef, se retrouve piégé à l'intérieur.
Pendant ce temps, Maurice s'introduit dans la maison du maire et lorsque Keith tente de le retrouver, ils rencontrent la fille du maire, Malicia, une passionnée de contes de fée, qui est aussi la narratrice de l'histoire. Elle déduit rapidement - après avoir vu le rat Sardines faire des claquettes - qu'ils sont à l'origine de la récente invasion de rats dans les villes voisines. Elle les enrôle pour l'aider à découvrir la raison de la pénurie de nourriture dans sa ville. Leur enquête les conduit au quartier général des chasseurs de rats locaux, où ils trouvent un passage secret au sous-sol, vers une pièce remplie de nourriture de toutes sortes. Ils retrouvent également les autres rats qui sortent des tunnels avec Dark Rator dans son piège. Malicia le délivre et Maurice devine à juste titre que les chasseurs de rats essaient d'attraper les rats vivants pour les utiliser comme divertissement, en les mettant dans une arène avec des chiens de combat et en pariant sur la vitesse à laquelle ils seront tués. Les chasseurs attrapent Sardines et le place dans l'arène, mais il est sauvé par ses amis.
Expliquant avoir empoisonné la nourriture avec du soi-disant poison (en fait des laxatifs), Maurice, Keith et Malicia parviennent à forcer les chasseurs de rats à admettre qu'ils ont créé un "roi des rats" lorsque huit rats qu'ils avaient laissés dans un seau se sont noués la queue ensemble et ont développé une intelligence collective et une conscience maléfique, capable de contrôler d'autres rats. Maurice fuit le roi des rats comme la peste, tandis que Keith et Malicia se rendent dans les bois pour trouver le vrai joueur de flûte et voler sa flûte magique, le seul instrument connu pour tuer un roi des rats. Pendant ce temps, le Big Boss, qui se révèle être le roi des rats sous une pile de vêtements humains, a capturé Pêche blanche, l'un des rats, et Pistou, le chef spirituel du groupe, tente de la sauver. Dans le bureau des chasseurs de rats, Maurice prend le roi des rats par surprise et le frappe avec l'argent qu'ils ont escroqué, ce qui lui permet de s'enfuir avec les deux rats.
Dans les bois, Keith et Malicia tentent de voler l'instrument du joueur de flûte endormi, mais celui-ci se réveille brusquement et tente de les tuer en les forçant à entrer dans un four en flammes. Ils sont sauvés lorsque la souris-jouet mécanique que Malicia avait prise à Dark Rator le distrait suffisamment longtemps pour qu'il perde la flûte, ce qui leur permet de retourner en ville en courant avec elle en poche.
Pendant ce temps, Maurice et les rats tentent de fuir la ville mais ils sont arrêtés par le roi des rats qui convoque des dizaines de ses congénères venant de toutes parts pour le rendre plus fort. Maurice court dans les bois pour retrouver ses compagnons humains, tandis que les rats tentent de résister à l'appel du roi des rats de fusionner avec lui. Malicia et Keith reviennent et, après quelques déboires, il parvient à jouer correctement de la flûte pour détourner les rats de l'influence du roi des rats jusqu'à ce qu'il ne reste plus que le roi lui-même. Celui-ci utilise ses derniers pouvoirs pour paralyser tout le monde, mais Pistou parvient à se libérer, le défiant à nouveau. Le roi des rats lui brise alors le cou par télépathie. Agonisant, Pistou rappelle à Maurice qu'il est un chat, qu'il a tué autrefois des souris, et ce dernier utilise ses instincts refoulés pour attaquer et tuer le roi des rats, se blessant mortellement au passage. Lorsque la Mort et la Mort des rats apparaissent pour prendre Pistou et l'une des vies de Maurice, celui-ci réussit à échanger une de ses vies contre celle de son compagnon, ce qui leur permet de se réveiller sains et saufs tous les deux. Malicia et Keith entament également une relation, car ils ont développé des sentiments l'un pour l'autre au cours de leur aventure.
Une fois le roi des rats vaincu et la nourriture rendue aux habitants, la ville et les rats parviennent à un accord. Les rats peuvent vivre au milieu de la ville et celle-ci devient une attraction touristique avec ses rats qui parlent, et Keith devient le joueur de flûte officiel de la ville.
La scène post-générique rend hommage à l'auteur Terry Pratchett.

## Fiche technique
Sauf indication contraire, les informations mentionnées dans cette section peuvent être confirmées par la base de données cinématographiques IMDb,  présente dans la section « Liens externes ».
- Titre original : The Amazing Maurice
- Titre français : Maurice le chat fabuleux
- Titre québécois : L'incroyable Maurice
- Réalisation : Toby Genkel et Florian Westermann
- Scénario : Terry Rossio, d'après le roman Le Fabuleux Maurice et ses rongeurs savants de Terry Pratchett
- Montage : Friedolin Dreesen
- Musique : Tom Howe
- Pays de production :  Allemagne  Royaume-Uni
- Langue : anglais
- Format : Couleurs
- Genre : animation
- Durée : 93 minutes
- Dates de sortie :
  - Royaume-Uni : 16 novembre 2022 (Manchester Animation Festival)
  - Royaume-Uni : 16 décembre 2022
  - France : 1er février 2023
  - États-Unis : 3 février 2023

## Distribution

### Voix originales
- Hugh Laurie : Maurice
- Emilia Clarke : Malicia
- David Thewlis : Big Boss/le roi des rats
- Himesh Patel : Keith
- Gemma Arterton : Pêche blanche
- Joe Sugg : Sardines
- Ariyon Bakare : Noir-Mat
- Julie Atherton : Nutritionnelle
- Rob Brydon : le Joueur de flûte
- Hugh Bonneville : le maire
- David Tennant : Pistou

### Voix françaises
- Benoît Van Dorslaer : Maurice
- Séverine Cayron : Malicia
- Philippe Résimont : le chef/le roi des rats
- Maxime Van Santfoort : Keith
- Maia Baran : Pêches
- Philippe Allard : Sardine
- Jean-Michel Vovk : Dark Rator
- Shérine Seyad : Nutritif
- Michel Hinderyckx : Paprika Doux
- Manu Joucla : le maire
- Steve Driesen : Billy
- Martin Spinhayer : Ron
- Nathalie Hons, Grégory Praet, Laurent Bonnet, Émilie Guillaume, Patrick Waleffe, Élisabeth Guinand, Marc Weiss, Jean-François Rossion, Cécile Florin, Sébastien Hébrant, Simon Duprez et Nicolas Matthys : voix additionnelles

## Production
En juin 2019, a été annoncé l'adaptation du roman de Terry Pratchett en film d'animation.
De plus, Terry Rossio a été annoncé comme scénariste, Carter Goodrich comme concepteur des personnages, Toby Genkel comme réalisateur du film, et Julia Stuart de SKY, Rob Wilkins de Narrativia, Emely Christians, Robert Chandler et Andrew Baker comme producteurs. En octobre 2019, les ventes du film ont commencé et des illustrations du film ont été publiées. La distribution vocale incluant Hugh Laurie, Emilia Clarke, David Thewlis, Himesh Patel, Gemma Arterton et Hugh Bonneville a été annoncée en novembre 2020. David Tennant, Rob Brydon, Julie Atherton et Joe Sugg se sont joints à la distribution en mai 2021.

### Musique
Le 6 avril 2021, Tom Howe a été annoncé comme compositeur de la musique du film. L'auteure-compositrice-interprète anglaise Gabrielle Aplin a également contribué à la bande originale avec deux titres, "Side by Side" et "Be Yourself".

## Accueil

### Accueil critique
En France, le site Allociné propose une moyenne de 3,5⁄5, fondée sur 15 critiques de presse.
Pour Femme actuelle, « Comme dans les films Pixar, on trouve ici un excellent mélange d'aventure, d'humour, un plaisir immédiat - et des idées pas bêtes, en double fond, pour l'agrément des adultes. »
Pour L'Obs,
« Parodies, détournements, récit dans le récit, humour référencé et absurdité à profusion : le scénario multiplie les effets de surprise. La mise en scène n’est pas en retrait, complétant le tout de truculents morceaux de bravoure. »
Le Journal du Geek estime qu'il s'agit d'un « Hommage bien fait à l'oeuvre de Pratchett, Maurice le chat fabuleux est un petit plaisir qui saura ravir les enfants comme les parents par ses couleurs chatoyantes, son esprit cartoonesque et son scénario bien plus malin qu'il ne laissait croire. »
Pour Le Parisien, « Ce long-métrage plein de rebondissements et à l’animation pétaradante multiplie les gags et les dialogues savoureux, et offre une galerie de personnages pétillants. En particulier le fameux Maurice, félin roux et drôle qui multiplie les bons mots… »
Pour Positif, « Les gags sont nombreux, le dialogue crépite, la technique est irréprochable et la mise en scène inventive, avec d’impressionnants mouvements de caméra au service d’un rythme sans faille. Une réussite ! »
Enfin, pour Télérama, « D’une belle vivacité, le spectacle s’étoffe même d’une dimension philosophique, autour de la conscience de soi et de la liberté individuelle, à travers cette réjouissante galerie d’animaux futés, amusants et… idéalistes. »

## Distinction
- Utopiales 2022 : sélection en compétition